# Nicolau Bas i Galceran
Nicolau Bas i Galceran (Alzira, c. 1650-1719) va ser un canonista, jurista i escriptor valencià, conegut per la seua obra en dos volums Theatrum Iurisprudentiae forensis Valentinae, romanorum iure mirifice accomodatae (1690, 1742).